# Schwezow ASch-82

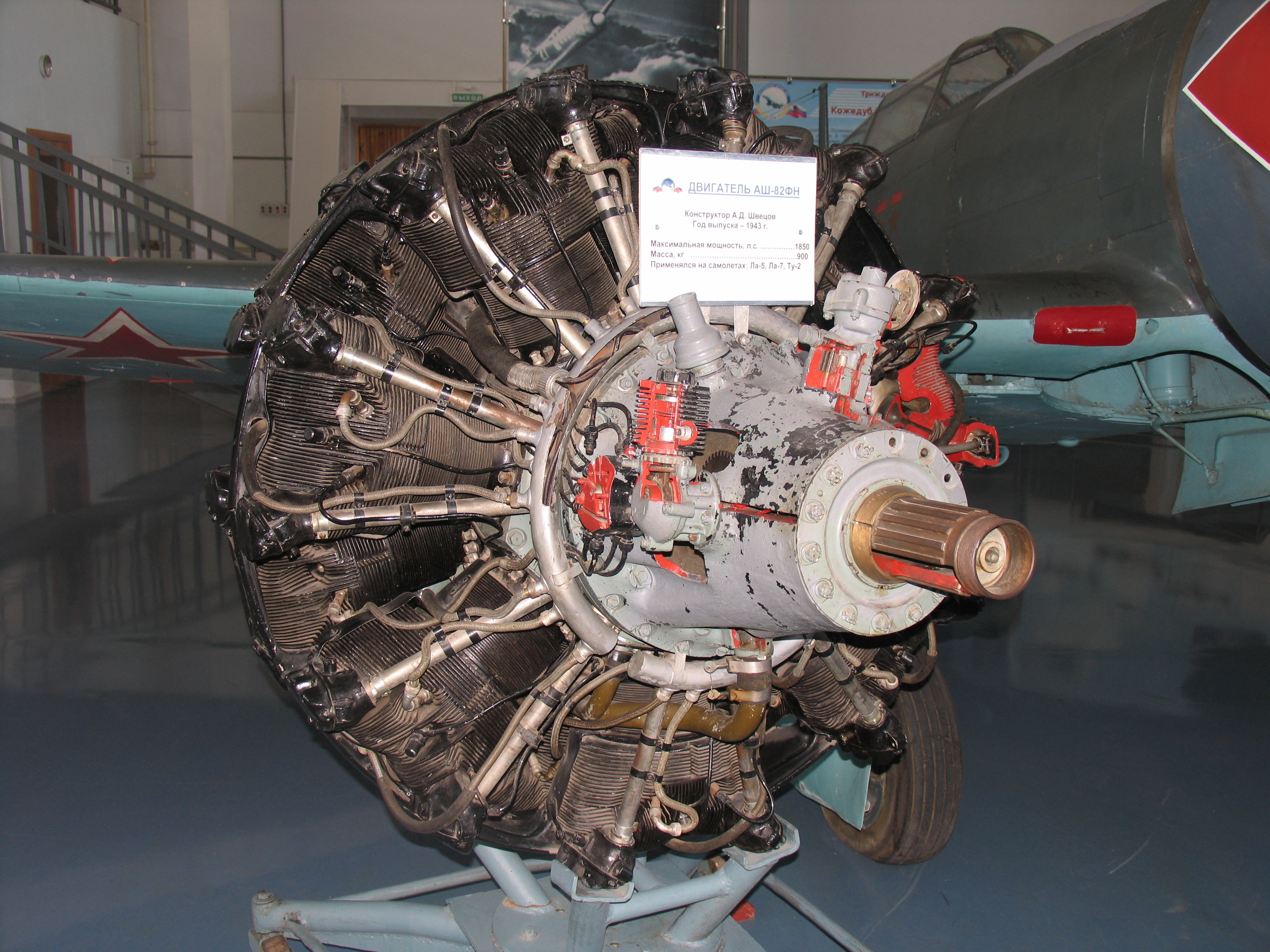
ASch-82FN, eingesetzt in den Jägern La-5FN, La-7, La-9 und La-11

Der Schwezow ASch-82 (russisch Швецов АШ-82) ist ein luftgekühlter sowjetischer Flugmotor. Das Kürzel ASch bezieht sich auf die Initialen des Konstrukteurs Arkadi Schwezow. Bis zum 30. März 1944 hieß der Motor M-82, ab dem 1. April erhielten die sowjetischen Motoren neue Bezeichnungen, die sich aus den Initialen ihrer Chefkonstrukteure ableiteten, während die Nummer unverändert blieb. So wurde aus dem M-82 der ASch-82.

## Entwicklung
Das M-82-Triebwerk wurde 1941 im Werk Nr. 19 als luftgekühlter 14-Zylinder-Doppelstern-Vergasermotor mit einer Startleistung von 1.700 PS (1.250 kW) entwickelt und kam unter anderem in dem Jagdflugzeug Lawotschkin La-5 zum Einsatz. 1943 erschien der M-82FN mit Benzin-Direkteinspritzung, der eine Startleistung von 1.850 PS (1.361 kW) entwickelte und in der leistungsstärksten La-5-Version La-5FN sowie den nachfolgenden Kolbenmotorjägern von Lawotschkin verbaut wurde. Daraus entstand nach dem Krieg der turboaufgeladene ASch-82T für den zivilen Einsatz, genutzt etwa in den Verkehrsflugzeugen Iljuschin Il-12 und Il-14. Der ASch-82T wurde in Karl-Marx-Stadt in der DDR und ab 1954 als M-82T in der Tschechoslowakei bei Avia in Lizenz gebaut.
Vom ASch-82 wurden insgesamt etwa 70.000 Stück aller Versionen gebaut, davon 57.000 während des Zweiten Weltkrieges.
Eigens für den Einsatz in Hubschraubern erschien der mit Gebläsekühlung und Kupplung ausgestattete ASch-82W, der in den Typen Mil Mi-4 und Jakowlew Jak-24 Verwendung fand.
In China wurde der ASch-82W als Dongan HS-7 in Lizenz gebaut. Eine chinesische Weiterentwicklung namens Dongan HS-8 kombinierte Gehäuse und Turbolader des HS-7 mit dem Untersetzungsgetriebe des ASch-82T. Der HS-7 wurde in den 2000er-Jahren als Antrieb der Flugwerk Fw 190A verwendet.

## Aufbau
Der ASch-82 ist ein 14-Zylinder-Sternmotor mit mechanischem Lader. Er verfügt über ein Planetengetriebe mit einem Untersetzungsverhältnis von 51:31 im Stirngehäuse. Dort befinden sich außerdem die Antriebe für die vordere Schmierstoffpumpe und die Drehzahlregler. Die Antriebe für die hintere Einspritz-, Schmierstoff- und Hydraulikpumpe haben ihren Platz im hinteren Ladergehäuse und am hinteren Deckel. Die Kraftstoffzufuhr zur Einspritzpumpe erfolgt über eine Pumpe auf der rechten Seite des Ladergehäuses. Auf dem Stirngehäuse sind zwei Zündmagnete aufgesetzt, die jeweils die hinteren (links) bzw. vorderen Zündkerzen (rechts) beider Zylinderreihen vom Typ SD-38-BS mit Hochspannungsstrom versorgen. Die Zündfolge beträgt 1-10-5-14-9-4-13-8-3-12-7-2-11-6-1. Der einstufige Radiallader besteht aus einem Leichtmetallpressling und dreht sich 7,27 mal schneller als die Kurbelwelle. Diese ist aus Chrom-Nickel-Molybdänstahl gefertigt und besteht aus drei Hauptteilen, die in drei Wälzlagern laufen und zwei Kröpfungen im Winkel von 180° bilden. Die in zwei Reihen angeordneten Zylinder sind mit Doppelzündung ausgestattet und bestehen aus Leichtmetallköpfen mit eingezogener Graugussbuchse und Kühlrippen aus Stahl. Die Ventilsteuerung erfolgt durch Nockenscheiben und Stößel über Stoßstangen und Ventilhebel.

## Technische Daten

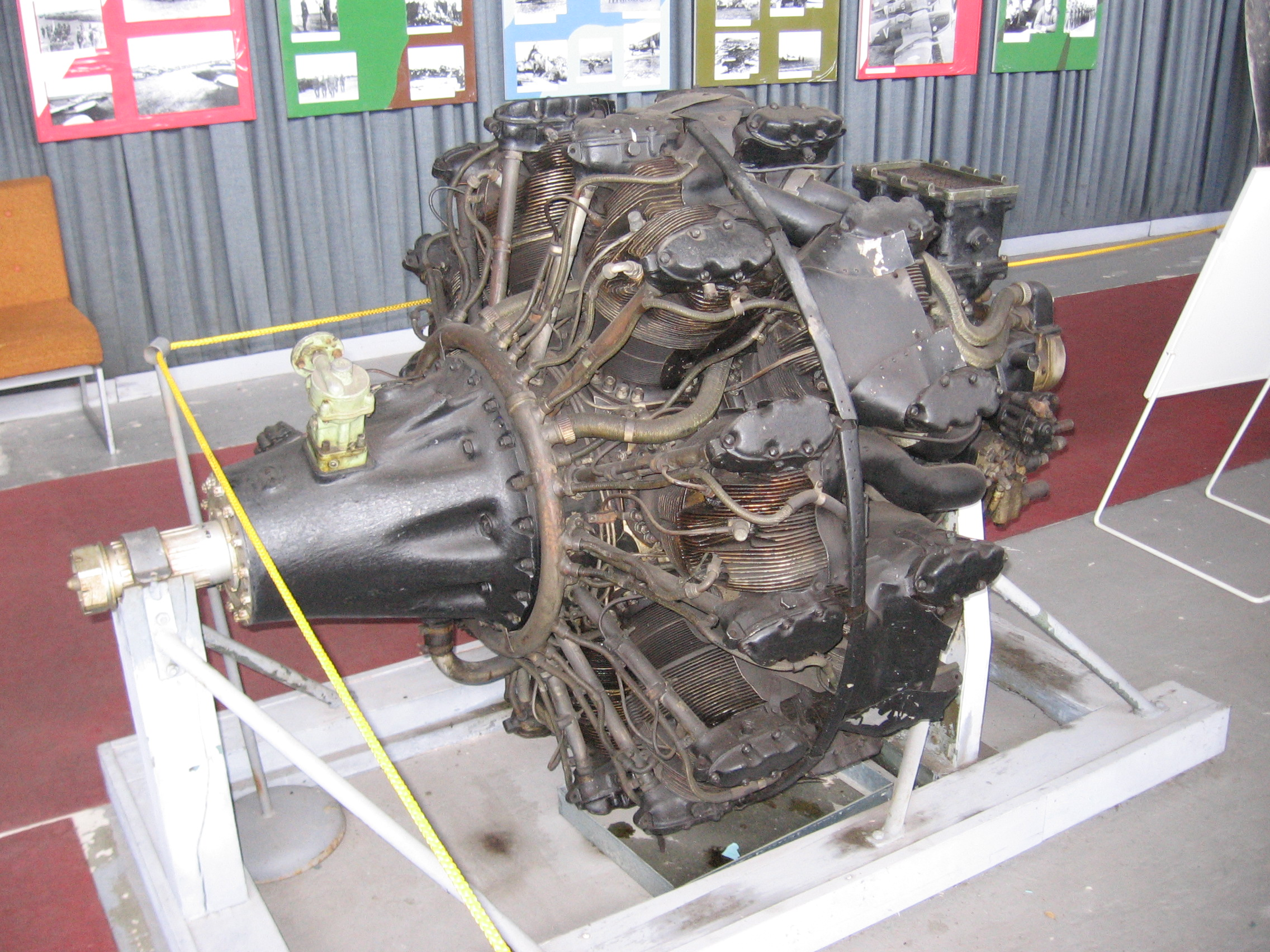
ASch-82T für den Einsatz in zivilen Flugzeugtypen

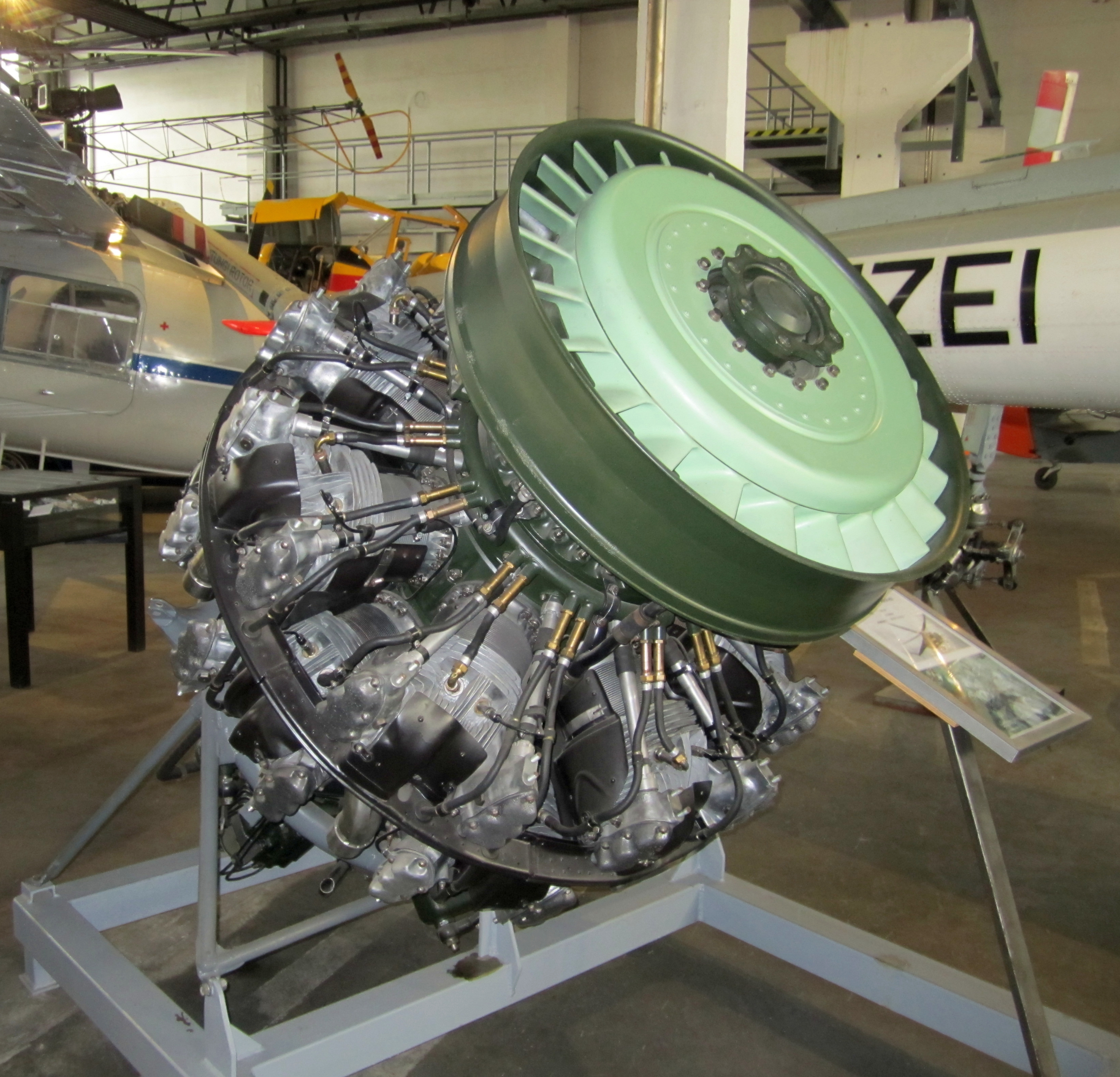
ASch-82W für den Einsatz in Hubschraubern

| Kenngröße                 | Daten                                                                |
| ------------------------- | -------------------------------------------------------------------- |
| Typ                       | Viertakt-Kompressor-Ottomotor                                        |
| Zylinder                  | 14, luftgekühlt, zweireihige Sternanordnung (zwei 7-Zylinder-Sterne) |
| Bohrung                   | 155,5 mm                                                             |
| Hub                       | 155,0 mm                                                             |
| Hubraum                   | 41,2 l                                                               |
| Länge                     | 2010 mm                                                              |
| Durchmesser               | 1300 mm                                                              |
| Trockenmasse              | 1020 kg                                                              |
| Verdichtung               | 6,9:1                                                                |
| Startleistung             | 1.900 PS (1.397 kW) bei 2600/min (für höchstens 5 min)               |
| Nennleistung              | 1.530 PS (1.125 kW) bei 2400/min                                     |
| maximale Reiseleistung    | 980 PS (721 kW) bei 2040/min                                         |
| normale Reiseleistung     | 700 PS (515 kW) bei 2040/min                                         |
| ökonomische Reiseleistung | 610 PS (449 kW) bei 1760/min                                         |
| Kraftstoff                | Benzin, ≥95 Oktan                                                    |
| Kraftstoffverbrauch       | 210 bis 325 g/PSh                                                    |